# Вінтерсберг
Вінтерсберг (англ. Wintersburg) — переписна місцевість (CDP) в США, в окрузі Марікопа штату Аризона. Населення — 51 особа (2020).

## Географія
Вінтерсберг розташований за координатами 33°25′7″ пн. ш. 112°52′0″ зх. д. / 33.41861° пн. ш. 112.86667° зх. д. (33.418697, -112.866536).  За даними Бюро перепису населення США в 2010 році переписна місцевість мала площу 1,28 км², уся площа — суходіл.

## Демографія
Згідно з переписом 2010 року, у переписній місцевості мешкало 136 осіб у 89 домогосподарствах у складі 23 родин. Густота населення становила 106 осіб/км².  Було 173 помешкання (135/км²).
Расовий склад населення:
| - 82,4 % — білих - 2,2 % — вихідців з тихоокеанських островів - 2,2 % — чорних або афроамериканців - 1,5 % — корінних американців - 11,8 % — осіб інших рас |

До двох чи більше рас належало 0,0 %. Частка іспаномовних становила 26,5 % від усіх жителів.
За віковим діапазоном населення розподілялося таким чином: 14,7 % — особи молодші 18 років, 76,5 % — особи у віці 18—64 років, 8,8 % — особи у віці 65 років та старші. Медіана віку мешканця становила 43,5 року. На 100 осіб жіночої статі у переписній місцевості припадало 156,6 чоловіків;  на 100 жінок у віці від 18 років та старших — 163,6 чоловіків також старших 18 років.
Цивільне працевлаштоване населення становило 77 осіб. Основні галузі зайнятості: виробництво — 44,2 %, роздрібна торгівля — 33,8 %, транспорт — 11,7 %, освіта, охорона здоров'я та соціальна допомога — 10,4 %.